# 1723
1723 (MDCCXXIII) je bilo navadno leto, ki se je po gregorijanskem koledarju začelo na petek, po 11 dni počasnejšem julijanskem koledarju pa na torek.

## Dogodki
- 1. januar

## Rojstva
- 17. februar - Tobias Mayer, nemški astronom, matematik, kartograf, fizik († 1762)
- 22. marec - Lovrenc Bogović, gradiščanski (hrvaški) pisatelj in franciškanski menih († 1789)
- 13. junij - Giovanni Antonio Scopoli, italijanski naravoslovec († 1788)
- 16. junij - Adam Smith, škotski ekonomist, filozof († 1790)
- 1. julij - Adam Ferguson, škotski filozof in zgodovinar († 1816)
- 10. julij - sir William Blackstone, angleški pravnik in filozof († 1780)
- 1. september - Miura Baien, japonski konfucijanski filozof in ekonomist († 1789)
- 8. december - Paul-Henri Thiry, baron d'Holbach, nemško-francoski filozof, enciklopedist († 1789)
- - Števan Küzmic, madžarsko-slovenski pisatelj, prevajalec, učitelj, zalsko-šomodski dekan († 1779)

## Smrti
- 25. februar - sir Christopher Wren, angleški astronom, matematik, arhitekt (* 1632)
- 21. avgust - Dimitrij  Cantemir, moldavski državnik in pisec (* 1673)